# Sceloporus cryptus
Sceloporus cryptus là một loài thằn lằn trong họ Phrynosomatidae. Loài này được Smith & Lynch mô tả khoa học đầu tiên năm 1967.